# Ceinture fortifiée de Pula

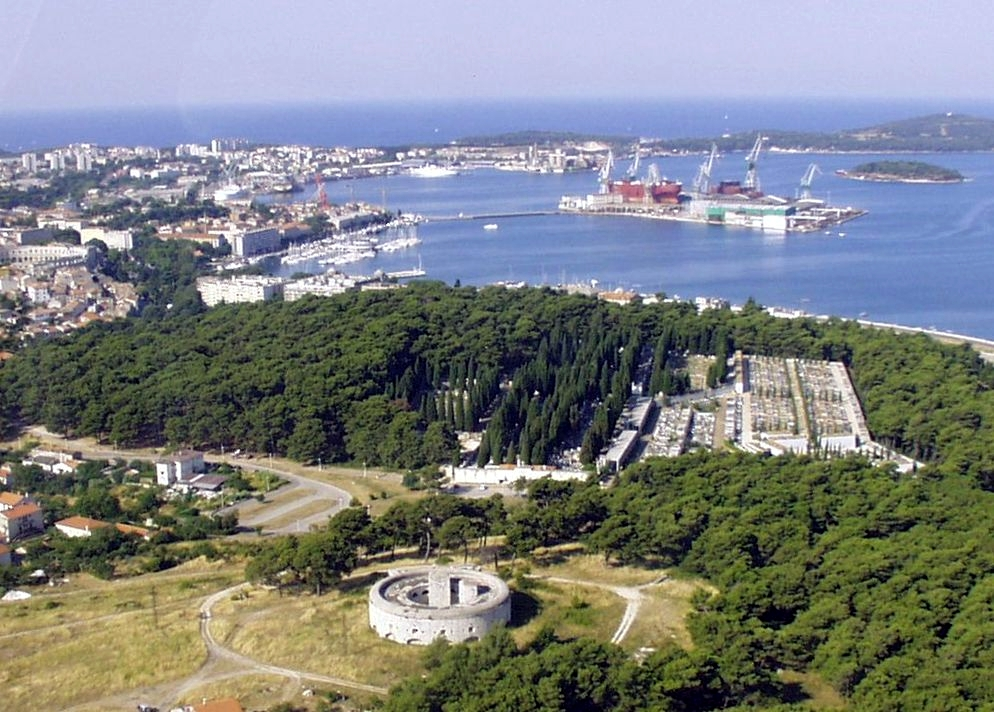
Fort San Giorgio, et port de Pula en arrière plan.

La ceinture fortifiée de Pula est un ensemble de fortifications construites dans la ville istrienne de Pula, dans l'actuelle Croatie. Ces fortifications ont été construites à l'époque de l'Empire austro-hongrois, dont la ville de Pula constituait à l'époque le principal port maritime et militaire (XIXe siècle).
L'ensemble était constitué de trois sous-ceintures, dont deux à l'intérieur des limites administratives de la ville, à l'époque entourée de remparts, et une à l'extérieur.
Trois de ces forteresses étaient situées sur les îles de l'archipel de Brioni (Brioni Minor, Tegetthoff et Peneda), à la sortie du port.

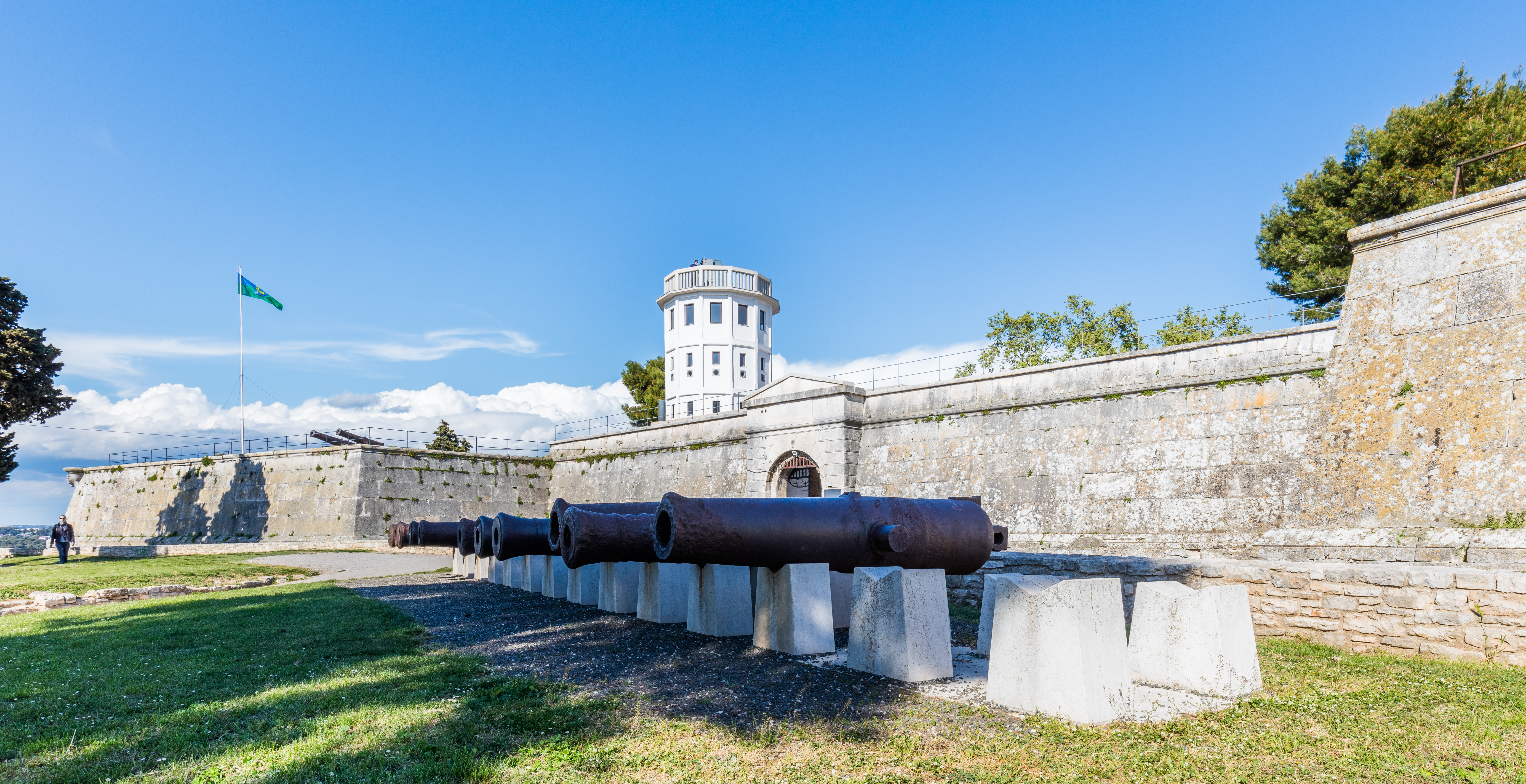
Face avant du Kaštel

À noter aussi la présence, sur la colline qui domine le centre-ville historique, du château de Pula (sv), dit le Kaštel, qui est un ouvrage fortifié plus ancien (1630), construit sous le régime vénitien, dont Antoine de Ville fut l'architecte.

## Détail des fortifications

### Ceinture côtière seconde

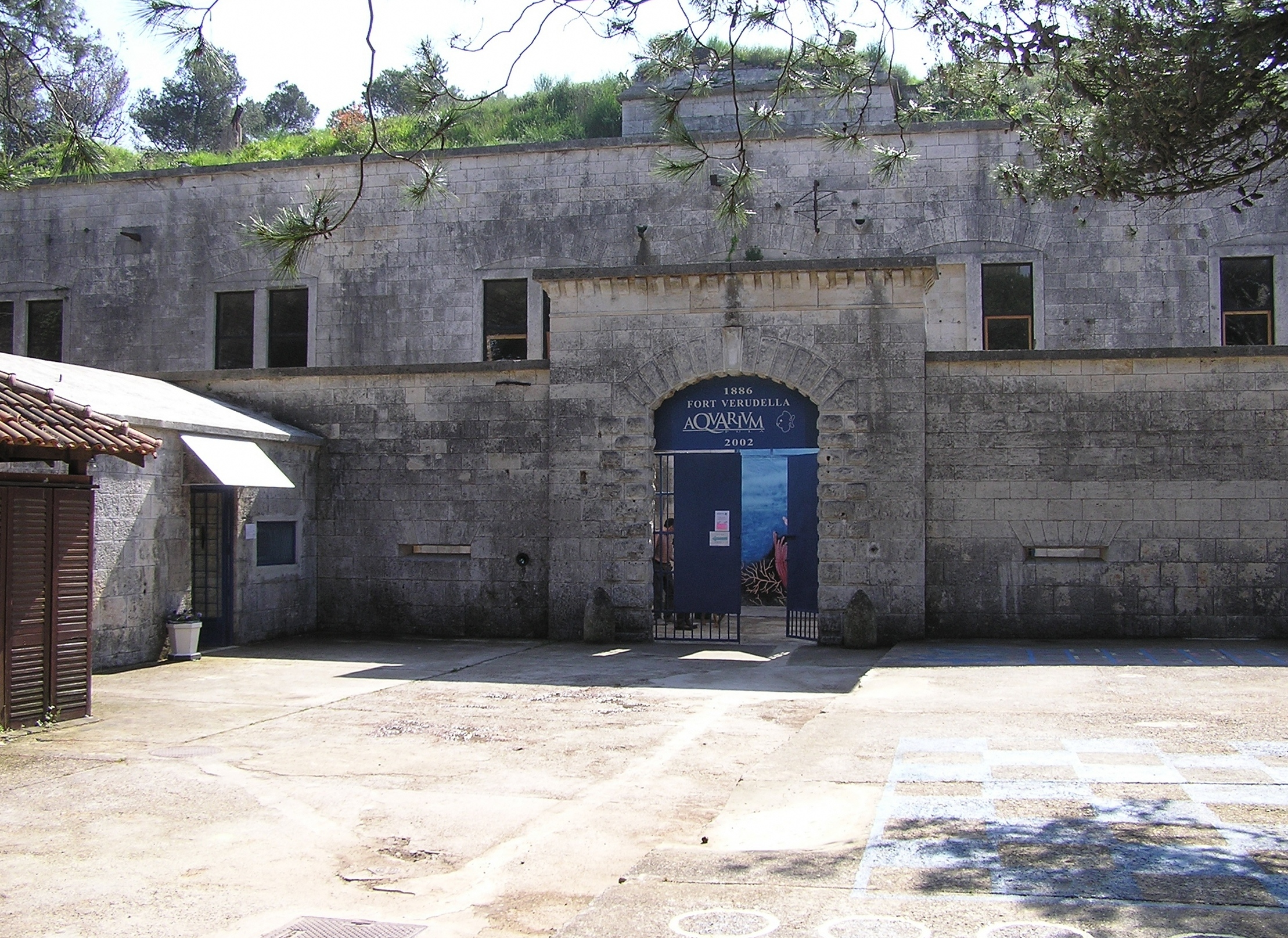
L'entrée du Fort Verudella

- Fort Brioni Minor (hr) - 44° 56′ 20″ N, 13° 44′ 30″ E
- Fort Forno (hr) - 44° 59′ 56″ N, 13° 43′ 31″ E
- Fort Gradina (hr) - 44° 48′ 44″ N, 13° 54′ 28″ E
- Fort Grosso (hr) - 44° 53′ 11″ N, 13° 48′ 37″ E
- Fort Punta Christo - 44° 53′ 31″ N, 13° 47′ 52″ E
- Fort Stoja (hr) - 44° 51′ 22″ N, 13° 48′ 50″ E
- Fort Verudella (hr) - 44° 50′ 07″ N, 13° 49′ 58″ E

### Ceinture côtière première
- Fort Castelliere (hr) - 44° 53′ 52″ N, 13° 49′ 42″ E
- Fort Castiun (hr) - 44° 50′ 07″ N, 13° 53′ 14″ E
- Fort Kaiser Franz (hr) - 44° 52′ 15″ N, 13° 49′ 29″ E
- Fort Maria Luisa (hr) - 44° 52′ 25″ N, 13° 47′ 41″ E
- Fort Maximilian (hr)- 44° 51′ 42″ N, 13° 49′ 26″ E
- Fort Musil (hr) - 44° 51′ 50″ N, 13° 48′ 02″ E
- Fort San Daniele (hr) - 44° 53′ 01″ N, 13° 53′ 27″ E
- Fort Tegetthoff (hr) - 44° 54′ 49″ N, 13° 45′ 43″ E
- Fort Turtian (hr) - 44° 51′ 18″ N, 13° 54′ 28″ E
- Fort Valmarin (hr) - 44° 54′ 01″ N, 13° 51′ 50″ E

### Batteries
- Cerella
- Monte Lesso
- San Giovanni (hr)
- San Maesta
- Turulla

### Ceinture première

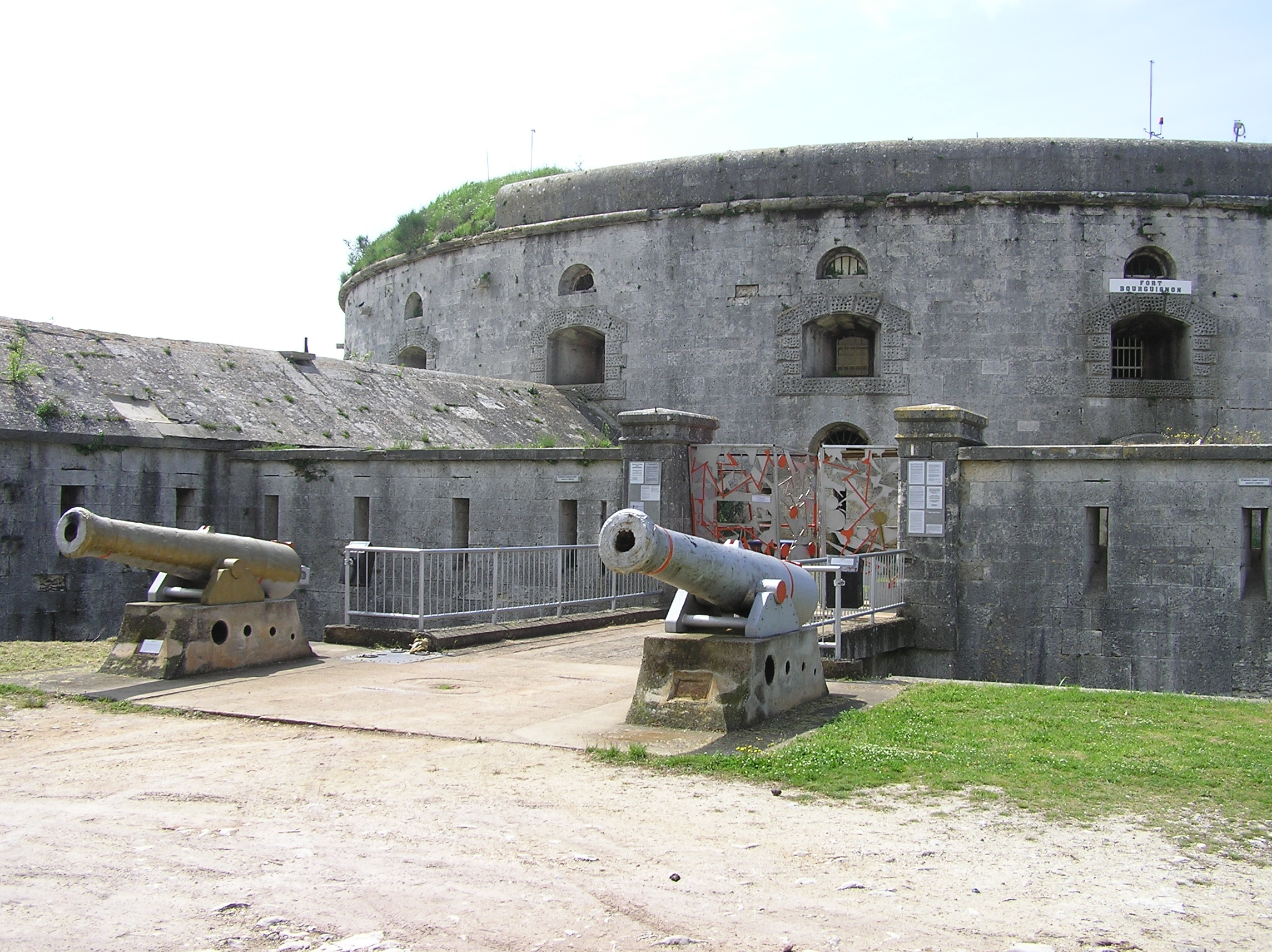
Le Fort Bourguignon

- Fort Bourguignon - 44° 50′ 49″ N, 13° 50′ 01″ E
- Fort Casoni Vecchi (hr) - 44° 51′ 10″ N, 13° 50′ 46″ E
- Monte Zaro (hr) - 44° 51′ 57″ N, 13° 50′ 38″ E
- Fort Monvidal (hr) - 44° 52′ 23″ N, 13° 51′ 26″ E
- Fort Munida (hr) - 44° 52′ 56″ N, 13° 48′ 54″ E
- Fort Ovine (hr) - 44° 51′ 39″ N, 13° 48′ 31″ E
- Fort Peneda (hr) - 44° 53′ 31″ N, 13° 44′ 53″ E
- Fort San Giorgio (hr) - 44° 52′ 55″ N, 13° 51′ 21″ E
- Fort San Michele (hr) - 44° 51′ 58″ N, 13° 51′ 14″ E
- Fort Zonchi (hr) - 44° 52′ 54″ N, 13° 48′ 44″ E